# Manifiesto de la Alhambra
El Manifiesto de la Alhambra es un texto que recogía los debates habidos en Granada durante los días 14 y 15 de octubre de 1952 tomando como base el valor moderno y contemporáneo de la Alhambra, como intento de texto programático de una arquitectura moderna española, que fue firmado por un conjunto de arquitectosː Rafael Aburto, Pedro Bidagor, Francisco Cabrero, Eusebio Calonge, Fernando Chueca Goitia, José Antonio Domínguez Salazar, Rafael Fernández-Huidobro, Miguel Fisac, Damián Galmés, Luis García Palencia, Fernando Lacasa, Emilio Larrodera, Manuel López-Mateos, Ricardo Magdalena, Antonio Marsá, Carlos de Miguel, Francisco Moreno López, Juana Ontañón, José Luis Picardo, Francisco Prieto Moreno, Francisco Robles, Mariano Rodríguez Avial, Manuel Romero y Secundino Zuazo.
A partir de la V Asamblea Nacional de Arquitectos en 1949, se comienza a valorar de nuevo la arquitectura moderna, empezando a olvidar las connotaciones ideológicas que le fueron impuestas con anterioridad. Como consecuencia se empezaron a realizar las Sesiones Críticas de Arquitectura, la primera de estas en el mes de octubre del año 1950 y después casi medio centenar de ellas, cuyos resultados eran publicados en la Revista Nacional de Arquitectura. La mayoría de ellas se celebraba en Madrid, aunque también en otras ciudades y la realizada en la ciudad de Granada, genera este manifiesto cuya redacción definitiva fue encargada a Fernando Chueca Goitia, quien resumió las ideas debatidas, dándoles forma escrita.